# Meta dolloff
Meta dolloff är en spindelart som beskrevs av Levi 1980. Meta dolloff ingår i släktet Meta och familjen käkspindlar. IUCN kategoriserar arten globalt som sårbar. Inga underarter finns listade i Catalogue of Life.